# Olympiska spelen i Ramlösa
De Olympiske lege i Ramløse (Olympiska spelen i Ramlösa) var en sportsbegivenhed afholdt på hestevæddeløbsbanen mellem Ramløse og Helsingborg i årene 1834 og 1836, med det formål at genoplive de gamle olympiske lege i Norden. Legene blev arrangeret på initiativ af fægtemesteren ved Lund Universitet, Gustaf Johan Schartau, der i slutningen af 1833 havde dannet den olympiske forening til dette formål. Tanken var, at legene skulle afholdes årligt.
Antallet af tilskuere var højt (op mod 25.000 tilskuere er angivet) men til gengæld var antallet af deltagende atleter lavt. De olympiske lege blev også kritiseret af aviser som Helsingborg-Posten for ikke at kunne holde orden på publikum.
| - Gade- og bydelsnavne med relation til legene i 1830'erne - Fægtemestergaden i bydelen 'Olympiaden' - Rännare (løber)-banen i bydelen 'Olympiaden' i Helsingborg - Kapplöpningsgatan. Væddeløbsgaden i Helsingborg, minder om de Olympiske lege - Også bydelen Sadelplatsen/Sadelsædet i Helsingborg, minder om den gamle væddeløbsbane |